# Kostel Zvěstování Panny Marie (Plaňany)
Kostel Zvěstování Panny Marie v Plaňanech (do roku 1620 kostel svatého Petra) je římskokatolický filiální kostel farnosti Pečky. Románská stavba kostela ze 12. století se nachází ve středočeské obci Plaňany v okrese Kolín.

## Popis
Kostel Zvěstování je cennou památkou českého raně středověkého stavitelství pocházející z 12. století. Svědčí o dávném a poměrně značném osídlení obce. Od 14. století procházel většími úpravami, až dostal dnešní podobu, ke které přispěly také nepříliš zdařilé a nešetrné puristické opravy z roku 1886. Od postavení většího kostela Narození svatého Jana Křtitele v letech 1910 až 1913 byl využíván jen jako hřbitovní a postupem času chátral. Momentálně (2018) probíhají další opravy. Kostel dostal nové zastřešení a plánují se úpravy interiéru.

## Historie
Na stejném místě stála dříve jiná sakrální stavba, a to z období 10.–11. století. Dokazují to nálezy z archeologického výzkumu, který byl proveden roku 1937. Pod podlahou současné stavby byly objeveny pozůstatky kruhové stavby. Kostel byl postaven na místě rotundy jako opevněný kostel (kastelátum). Z jihu byl chráněn rybníkem, ze západu, severu i východu ho pravděpodobně obklopoval ochranný val. Byl postaven ve třetí čtvrtině 12. století. Důkazem je i vytesaný letopočet na jednom z kvádrů jižní stěny lodě „1168–1892“, který udává čas založení samotného kostela a rok jeho generální opravy.

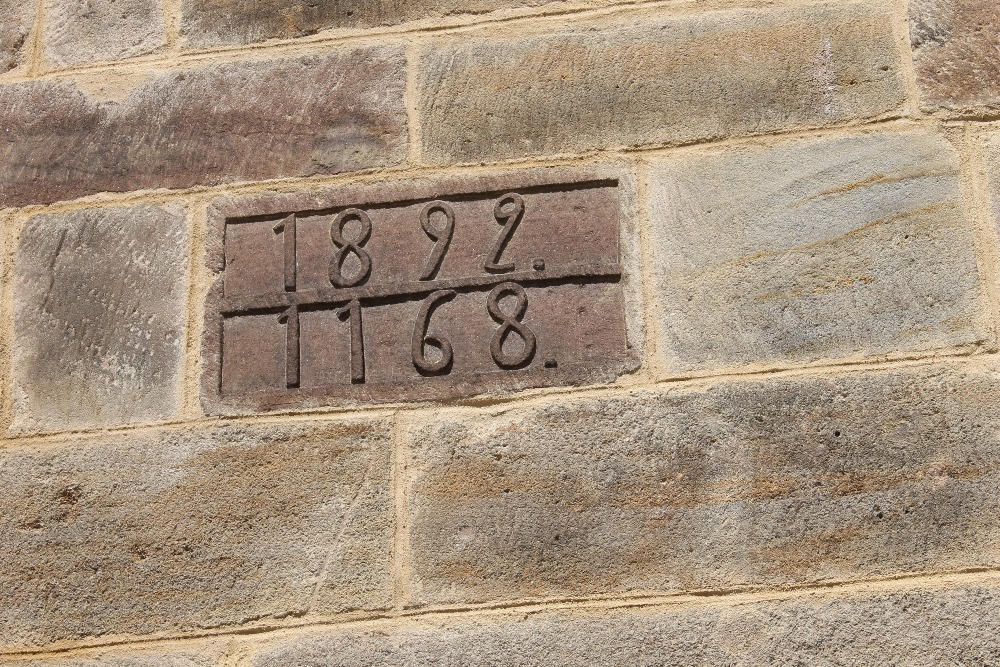
Letopočet v jižní zdi kostela Zvěstování Panny Marie

V poslední čtvrtině 14. století byl kostel rozšířen o vrcholně gotický presbytář (kněžiště) s žebrovou klenbou. Základy původního kněžiště byly objeveny roku 1938 dva metry pod podlahou. Tehdy byl pravděpodobně prolomen i gotický vítězný oblouk ve východní stěně lodi. Naopak okna gotické apsidy nebyla do roku 1892 gotická.
Roku 1716 byla věž kostela snížena o poslední a pravděpodobně celodřevěné patro, a to kvůli požáru po úderu blesku. Ve třetí čtvrtině 18. století byla na pokyn Marie Terezie Savojské provedena barokní úprava kostela. Původně plochostropá loď, která měla rovný trámový strop, dostala barokní zaklenutí valenou klenbou s okenními lunetami a došlo k výzdobě interiéru.. Na místě tehdejší románské tribuny byla postavena hudební kruchta.
Při přestavbách mezi roky 1792 a 1805 byla zaslepena původní úzká vysoko položená románská okna, která osvětlovala hlavní loď. Byla prolomena nová účelová okna bez jakéhokoliv slohu. Stejně tak byl zastavěn i původní románský jižní portál, ze kterého zbyly již jen fragmenty v jižní stěně lodi. Roku 1892 byl zbudován západní vstup s jednoduchým pískovcovým pravoúhlým ostěním. Také byla upravena okna kněžiště na gotická a dodáno pískovcové ostění a kružby.

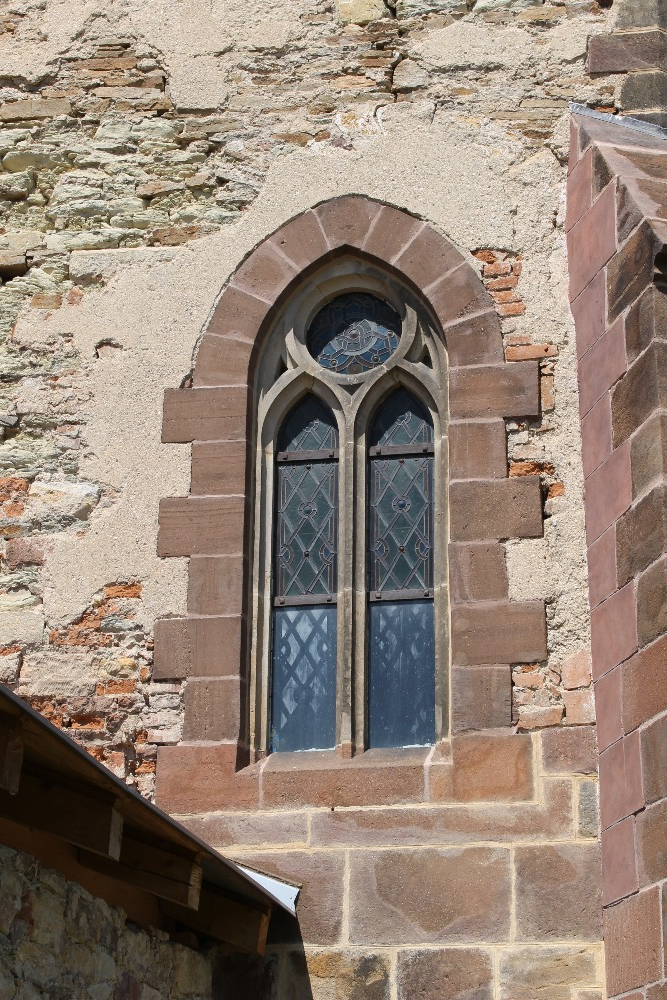
Gotické okno do kněžiště

Roku 1886 proběhla nešetrná puristická úprava, která měla co nejvíce pozvednout původní románský vzhled kostela. 

### Program záchrany architektonického dědictví
V rámci Programu záchrany architektonického dědictví bylo v roce 2014 na opravu památky čerpáno 600 000 Kč.

## Exteriér
Jedná se o jednolodní kostelík nevelkých rozměrů. Hlavní loď obdélníkového tvaru je od západu na východ dlouhá 13,5 metru a od severu na jih široká 7,6 metru. Před lodí ční v západním průčelí 38,5 metru vysoká věž o čtverhranném půdorysu se stranou dlouhou 6,4 metru. Tloušťka zdi věže je v přízemí 1,48 metru. Díky tomu, že věž má vlastní základy, které jsou odděleny od základů lodi 2 cm širokou spárou, zůstala po staletí stát rovně. Horní část v okolí severního, západního a jižního okénka je opravena opukovými a rulovými lámanými kameny. Tuto část většinu času překrývaly hodiny, které si Plaňanští nechali zhotovit roku 1868. Peníze k jejich zakoupení si opatřili tím, že si odhlasovali dobrovolnou přirážku 1 krejcar na každý máz piva po dobu tří let. 
Zdi hlavní lodi i věže jsou tvořeny pravidelně tesanými pískovcovými kvádry, které jsou pokládány ve vodorovných vrstvách o nestejné šířce. Střídáním rudého skaleckého pískovce se žlutým nučickým dosáhl stavebník neobyčejného a jedinečného vzhledu, který byl pravděpodobně inspirován severoitalskými budovami. Toto barevné střídání kamene zůstalo zachováno i na profilech, jako je obloučkový vlys, který se táhne podél obou stran pořímsí, tvořený 24 obloučky spočívajícími na konsolkách, a nad ním klínovitý řez zubový a další konzoly. V nárožích můžeme spatřit zbytky lizén a dva krakorce s geometrickými ornamenty na východních rozích. Lizény, které zdobí nároží nejvyššího patra věže ze všech stran, nahoře přecházejí ve vodorovný obloučkový vlys se zubořezem.
K lodi se na východě pojí gotické kněžiště, taktéž z tesaného pískovce. Je tvořeno pěti stranami osmiúhelníku a z vnějšku je podepřeno vystupujícími pilíři. Na jeho podezdívku a pilíře bylo pravděpodobně použito kvádrů z původní menší románské apsidy. Gotická okna kněžiště pocházejí z roku 1892. Některá jsou zaslepena, jiná mají pískovcové ostění a kružby.
Loď je osvětlena velkými okny beze slohu, proraženými uprostřed jižní a severní stěny. Západně od nich jsou umístěna rozšířená okna obloukovitého tvaru. Východně od velkých oken jsou z vnější strany patrné fragmenty původních úzkých románských okének. Stejné velké okno bylo zbudováno i ve východní stěně věže nad vstupem. Hlavní vstup do kostela je od roku 1892 západní portál obdélníkového tvaru s pískovcovým ostěním. V jižní stěně zbyl pozůstatek původního portálu, který je dnes nahrazen čtverhranným vstupem.
Na jižní straně věže jsou v přízemí dvě úzká střílnovitá okénka rozšířená dovnitř. Nad nimi v prvním patře uprostřed jedno románské s rovným ostěním a nad ním opět dvě malá úzká bez ostění. Ve třetím patře zbyly pozůstatky po třech sdružených oknech, která se původně nacházela ze všech stran. Byla oddělena románskými sloupky bez patek, s krychlovými hlavicemi a zpěráky. Každé bylo 1,45 metrů vysoké a 0,67 metrů široké. Nejlépe zachovaná sdružená okna jsou ve východní stěně lodi. Na ostatních stranách jsou částečně rozbourána a zastavěna.

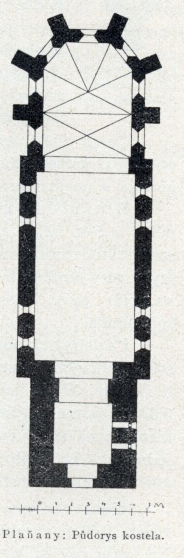
Půdorys kostela

## Interiér
Původní interiér se nedochoval. V 18. století byl vnitřek kostela barokně přestavěn. Loď je zastropena valenou klenbou. Na zdech jsou z každé strany 4 páry nástěnných pilastrů a kruchta dostala nové opěrací pilíře. Kněžiště je od lodi odděleno gotickým triumfálním obloukem a je zastropeno žebrovou klenbou. Žebra mají úzký profil a jsou umístěna na jednoduchých římsovaných konzolách, nebo jen prostě zabíhají do stěny. Jedno žebro podpírá lidská hlavička. Momentálně (2018) probíhají v interiéru opravy, a proto je původní mobiliář odvezen nebo zakryt.

## Galerie

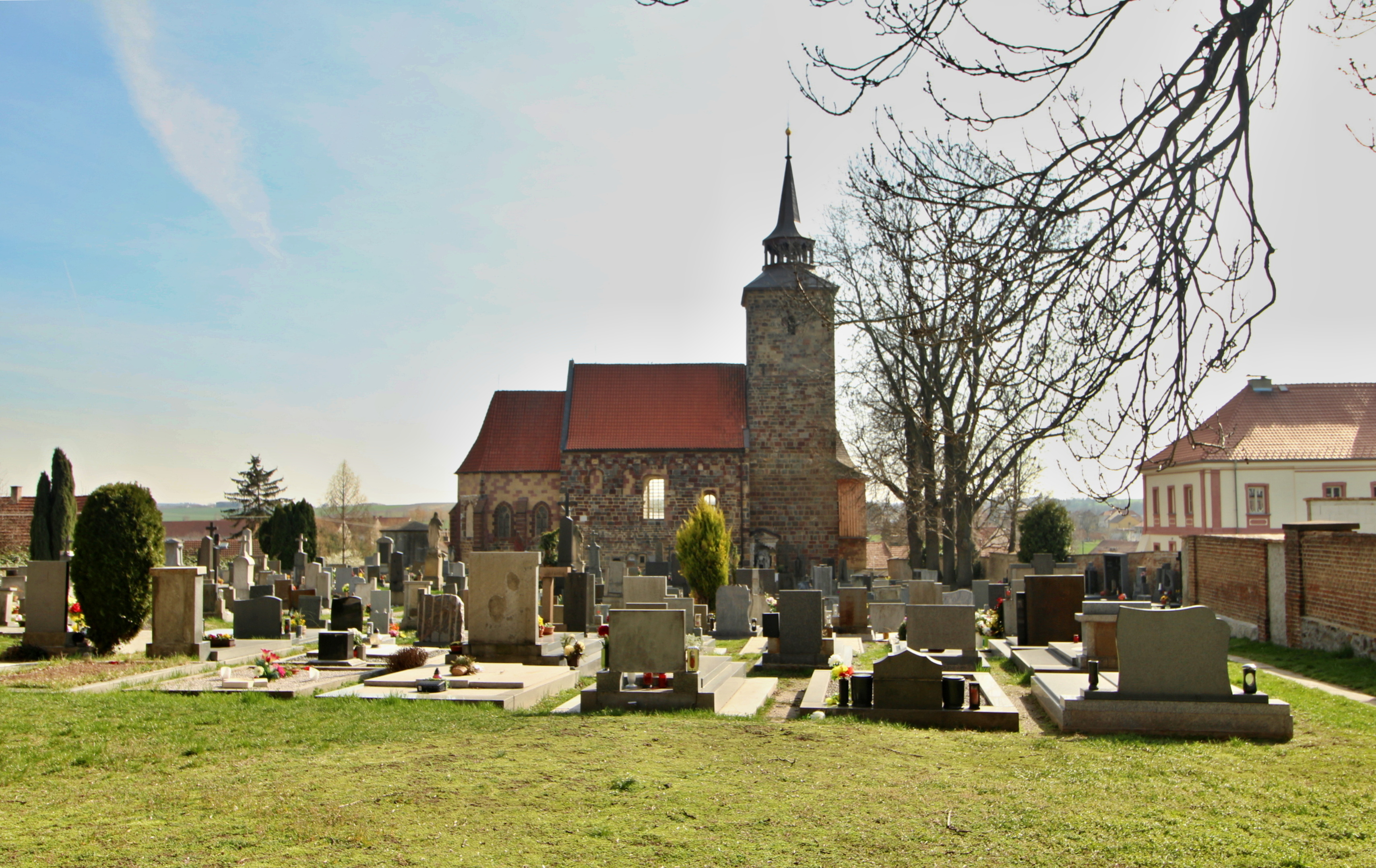
Kostel se hřbitovem
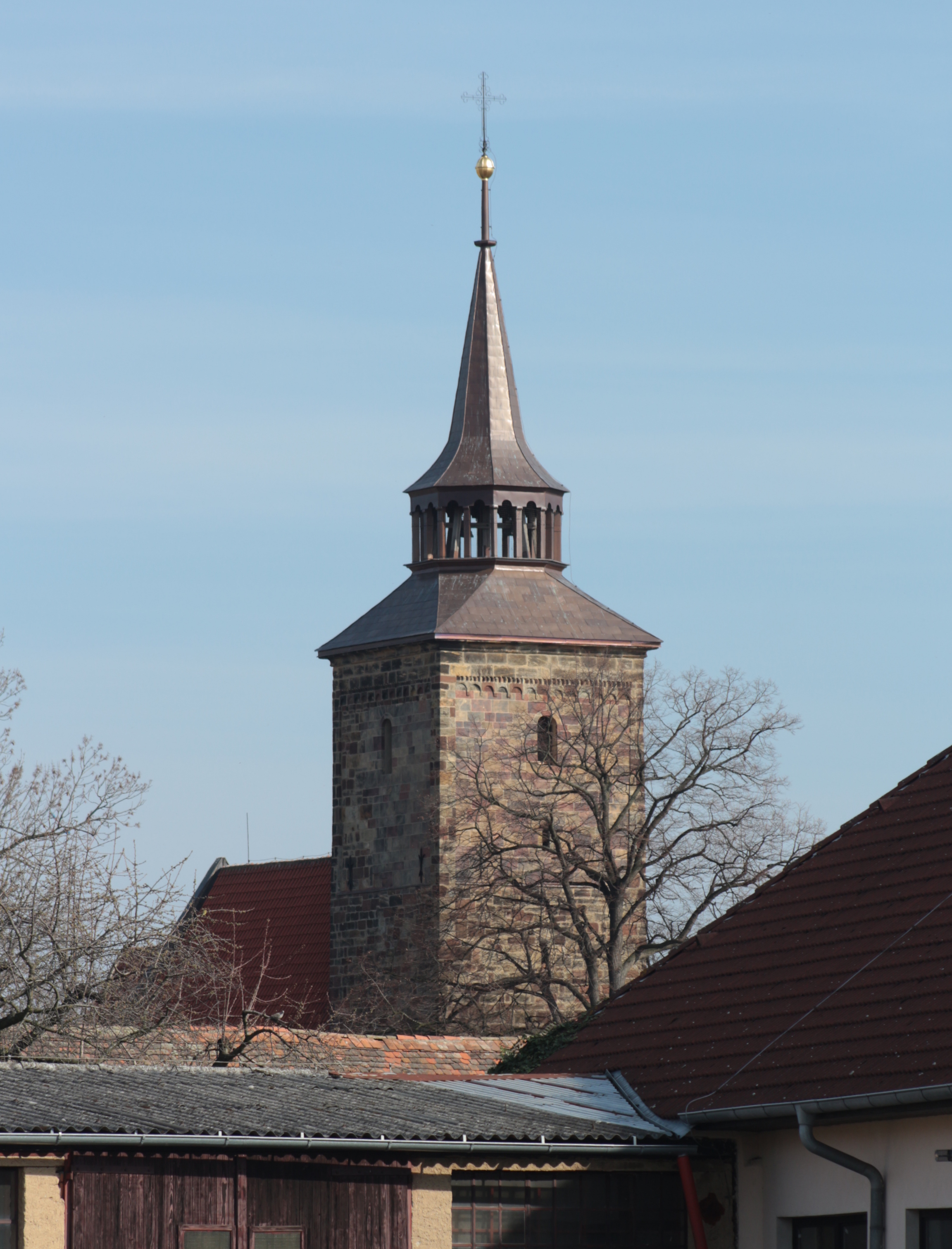
Věž kostela
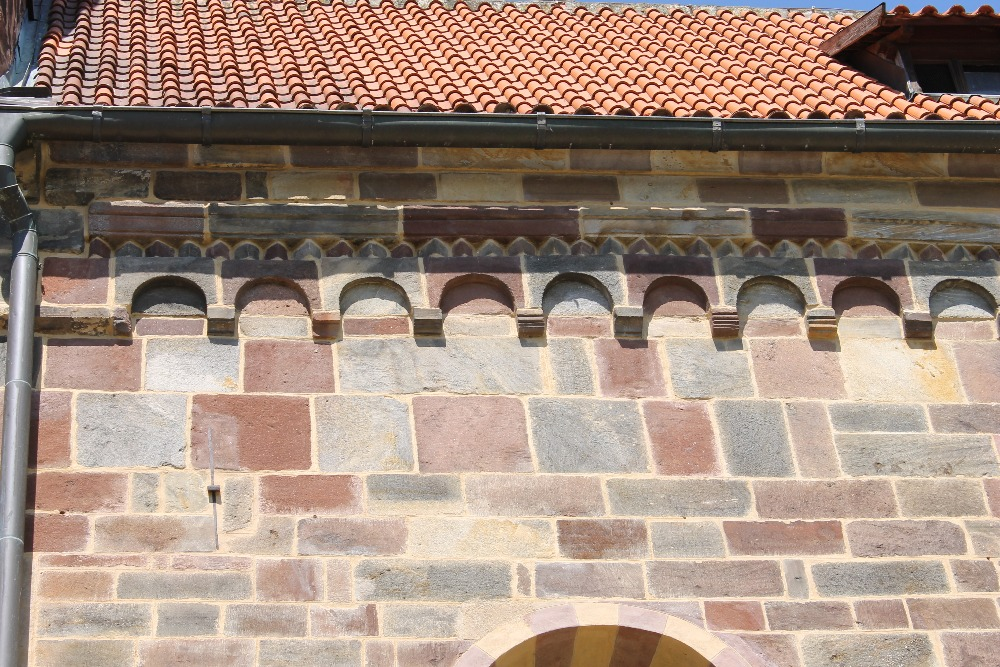
Obloučkový vlys
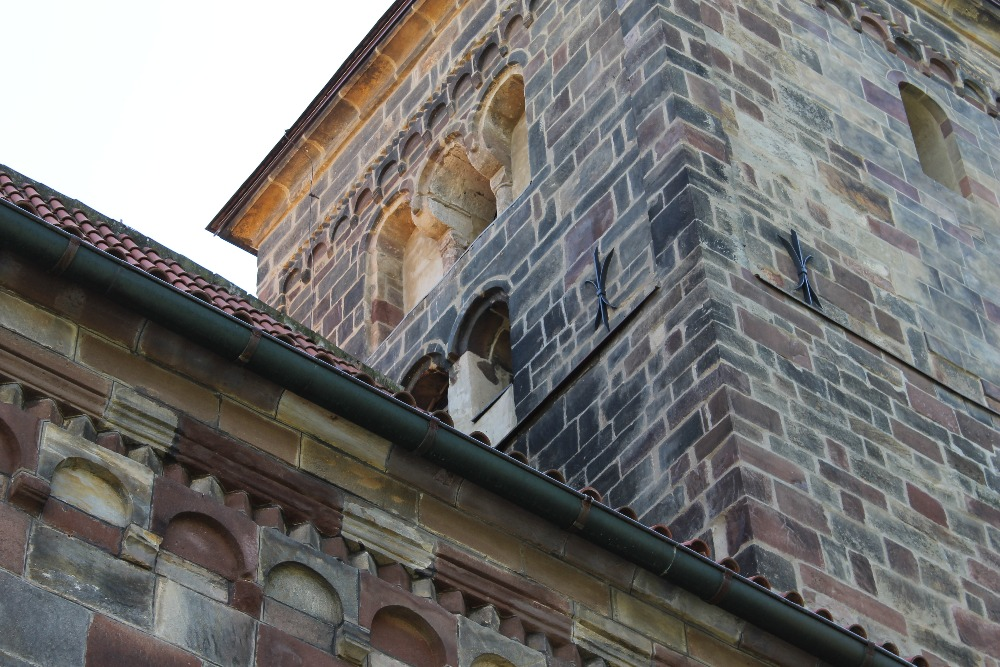
sdružená okna věže
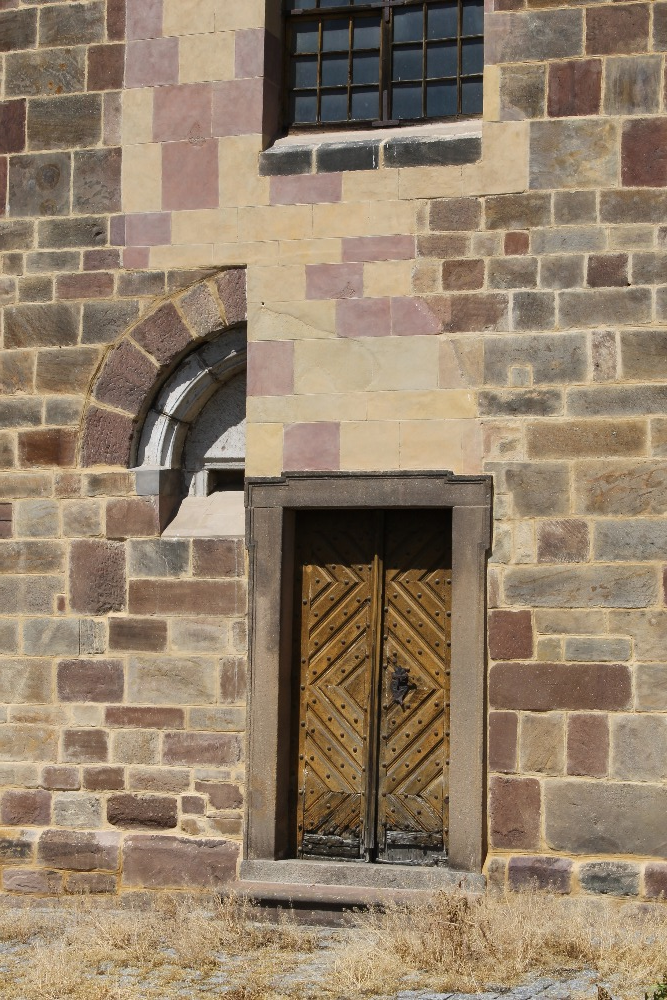
pozůstatek původního jižního portálu
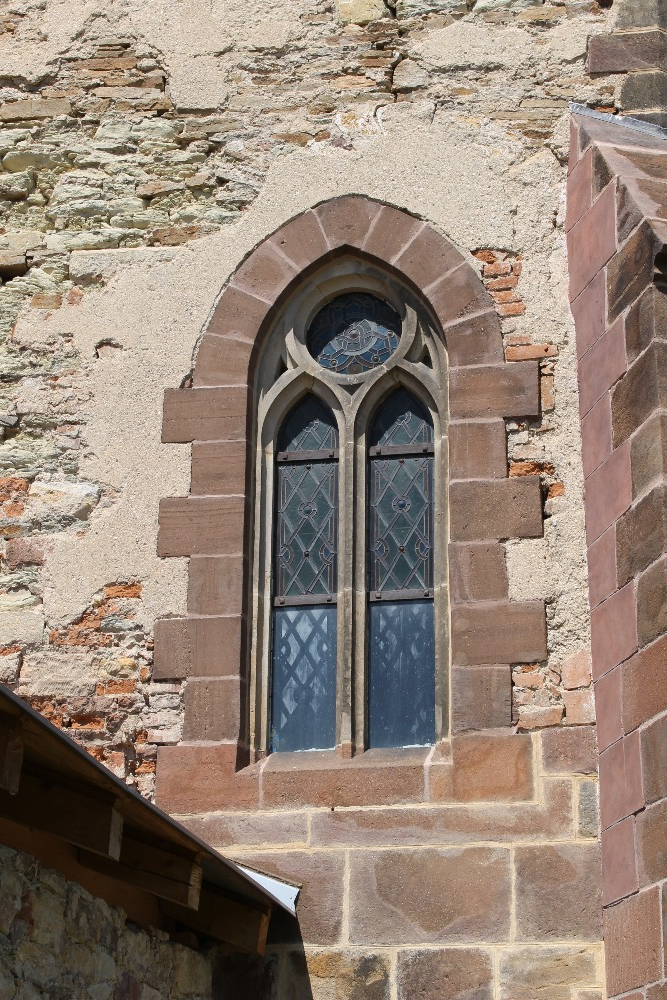
Okno do kněžiště
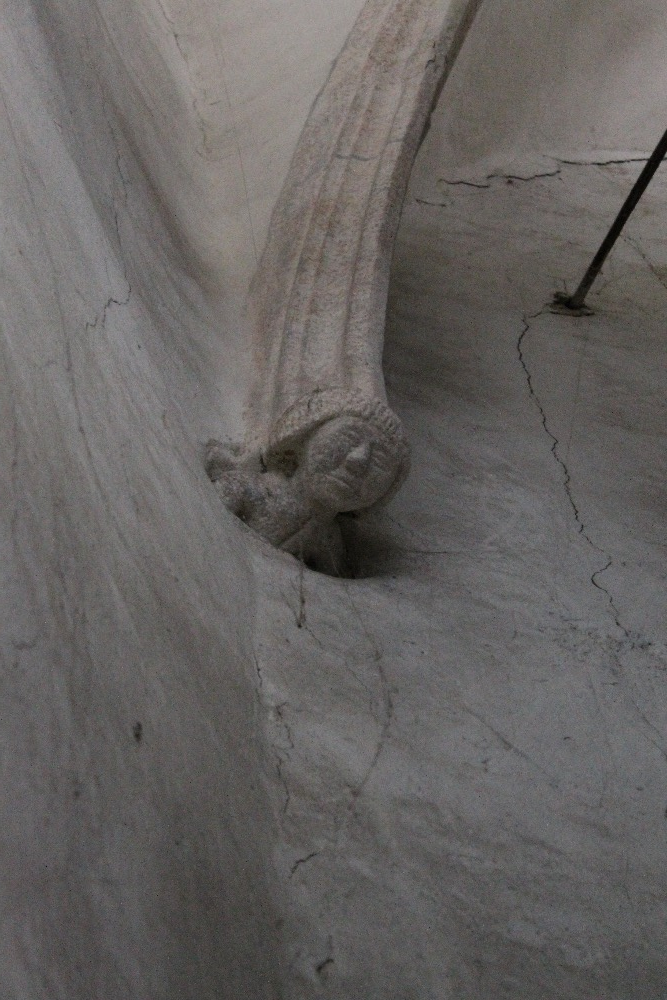
Konzola v podobě lidské hlavy
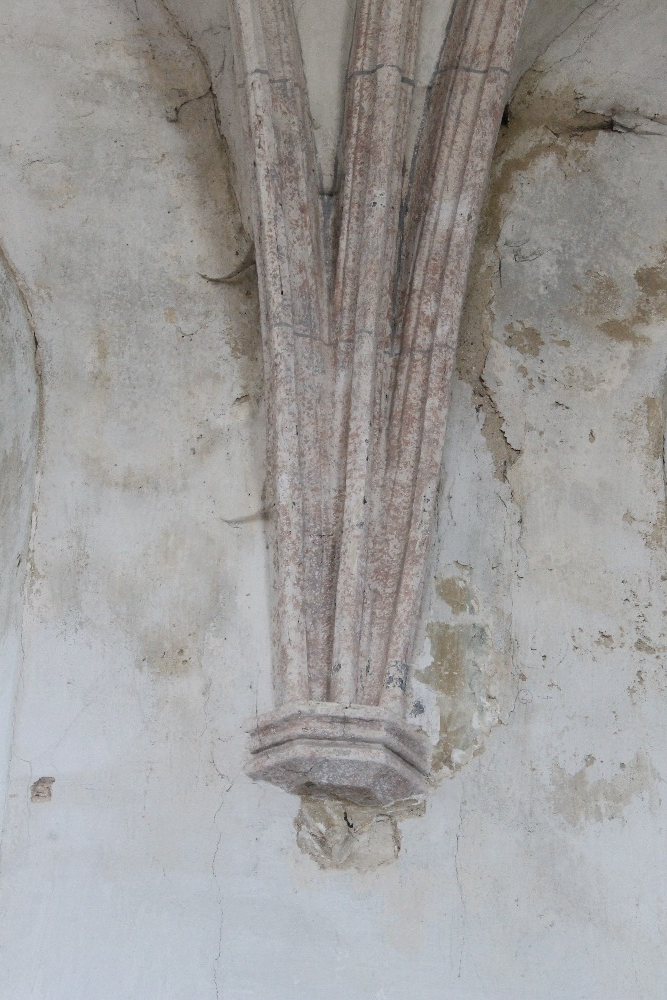
Konzola
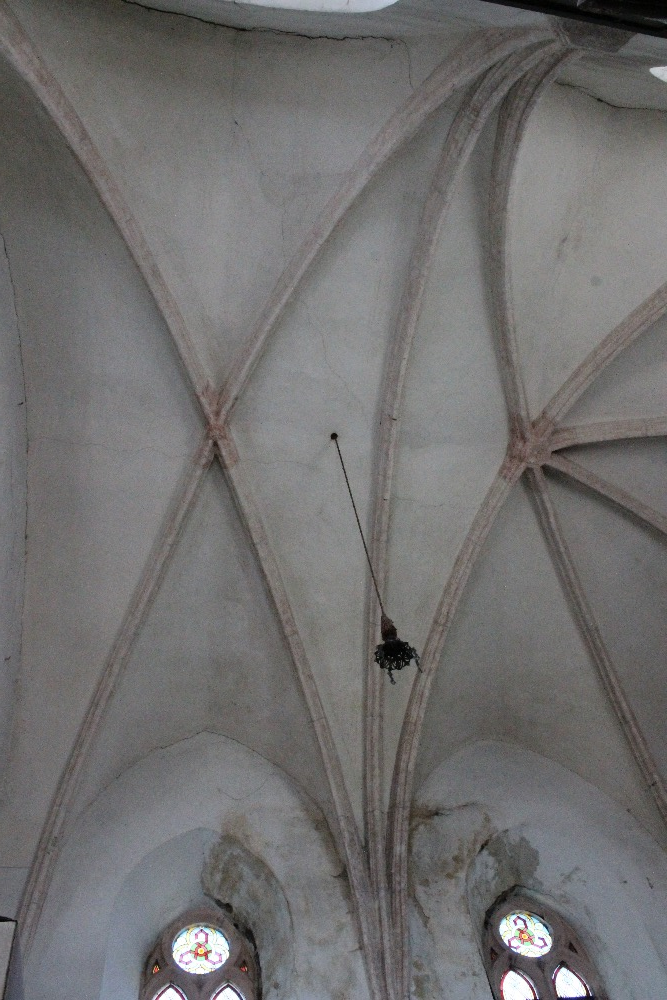
Zaklenutí kněžiště
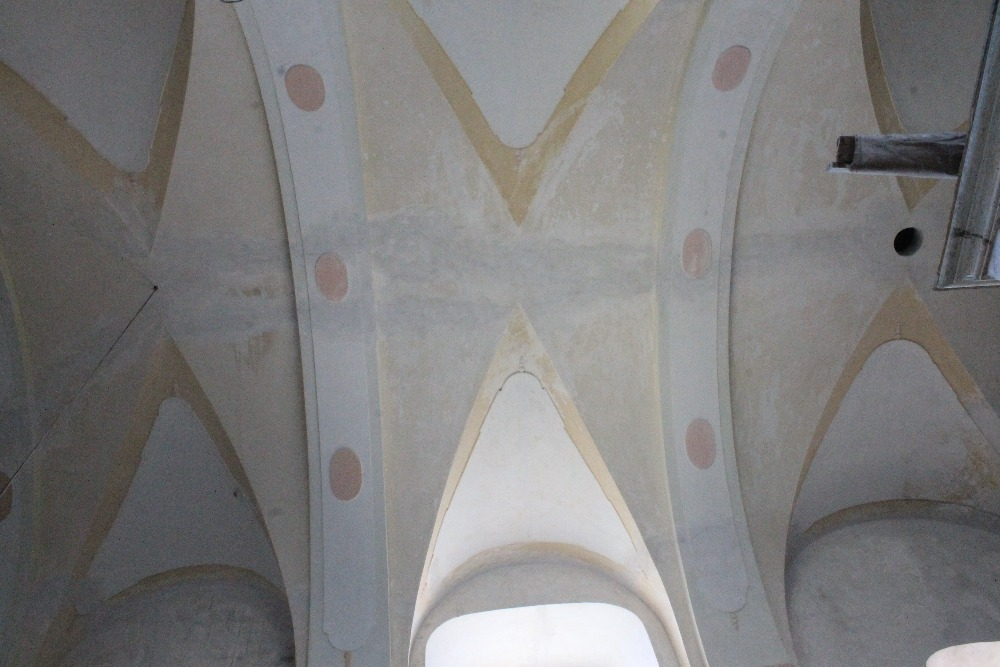
Valená klenba lodi
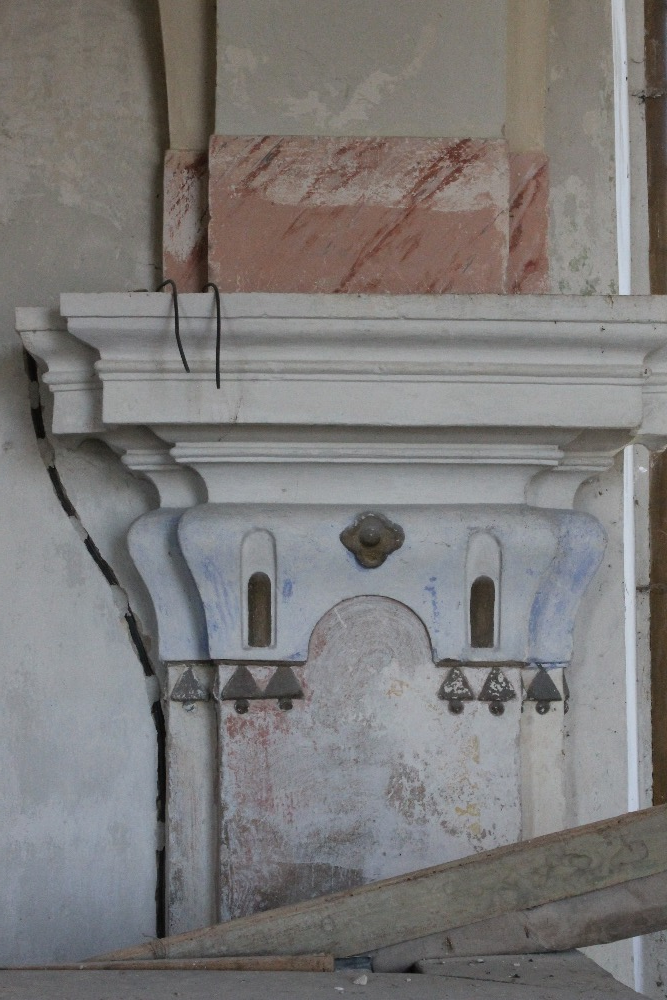
Pilastr